# Johann Caspar Peters
Johann Caspar Peters (* 26. August 1836 in Allendorf (heute: Stadt Sundern); † 27. Januar 1909 in Breslau) war ein deutscher Gymnasiallehrer und Politiker der Zentrumspartei.

## Leben
Peters besuchte in Paderborn das Gymnasium bis zum Abitur 1853. Peters studierte an der Akademie in Münster und an den Universitäten Bonn und Berlin Philologie und Geschichte. Ab 1855 war er Mitglied der katholischen Studentenverbindung KDStV Bavaria Bonn. Im Jahr 1858 promovierte er zum Dr. phil. Er veröffentlichte einige Schriften auf Latein und war Autor verschiedener philosophischer, pädagogischer und historisch-politischer Zeitschriften. Zu einer Universitätskarriere kam es nicht. Weder der Vorschlag für eine außerordentliche Professur 1862 noch eine ordentliche Professur 1874 hatten Erfolg.
Nach seinem Probejahr als Gymnasiallehrer wurde er Lehrer am Progymnasium in Verden und verwaltete auch die Rektorenstelle. Er wechselte 1860 nach Kulm, 1867 nach Beuthen und 1877 nach Breslau. Ihm wurde 1879 der Ehrentitel Professor zuerkannt. Er lehrte bis 1888.
Peters gehörte der Zentrumspartei an. Er war von 1870 bis 1874 Mitglied des preußischen Abgeordnetenhauses für den Wahlkreis Arnsberg-Brilon-Lippstadt. Von 1882 bis 1888 vertrat er dem Wahlkreis Oppeln 9 (Neustadt/Falkenberg).